# 尼納科查湖
10°13′01″S 76°53′48″W / 10.21694°S 76.89667°W
尼納科查湖（Lake Niñacocha），是秘魯的湖泊，位於該國北部瓦努科大區的勞里科查省，處於瓦伊瓦什山脈以北、尼納斯安卡山和龍多伊山以東和米圖科查湖西南面。